# Grandia II
Grandia II (グランディアII?, Gurandia Tsū) è un videogioco appartenente alla serie Grandia, concepita dalla Game Arts. Originariamente pubblicato per Dreamcast nel 2000, fu poi convertito due anni dopo sia per PlayStation 2 che per Microsoft Windows.
Lo stile grafico del gioco è di tipo manga, la giocabilità rispecchia il canone dei giochi di ruolo, la grafica è in moderno 3D e sono disponibili doppiaggio inglese e giapponese.

## Modalità di gioco

### Concatenazioni
Un attacco concatenato permette di attaccare doppiamente un opponente. Repentine da usare, usufruendo di appositi sussidiari si possono aumentare le quantità di interazioni.
Utilizzato come contrattacco, causa danno aggiuntivo. Se il nemico risulterà morto, eseguito completamente il concatenamento, il nemico più vicino verrà a sua volta ferito.

### Colpo critico
Un colpo critico, sebbene più lento, permette di infliggere maggiori danni e di annullare l'attacco avversario, benché i danni non possano essere paragonabili a quelli di una Concatenazione Totale.
Ogni personaggio ne dispone una, ed è utilizzabile come contrattacco.

### Magie
I protagonisti possono usufruire di numerosi incantesimi se equipaggiati con le "Uova Mana". Sprigionare potere magico determina l'uso di un certo ammontare di Magic Point, più potente è l'incantesimo e maggiore sarà il consumo di MP.
Similmente agli attacchi fisici, anche le magie sono apprendibili con le Monete Magiche, raggiungendo fino a 5 livelli di esperienza. Raggiunti i livelli più alti l'efficacia aumenta considerevolmente e la durata di lancio della magia diminuisce.
Possono essere lanciate istantaneamente se si ha equipaggiato un oggetto capace di fornire il 100% di bonus nell'elemento base dell'incantesimo.

### Abilità
Con i "Libri Abilità" i personaggi possono imparare nuove abilità. Esse possono aggiungere degli status ed effetti benefici ai personaggi, tra cui: aumento di statistiche, possibilità di concatenare magie e l'ottenimento di oggetti più rari una volta sconfitti gli avversari.

## Conversioni
Grandia II fu convertito sia per PlayStation 2 che per PC due anni dopo la pubblicazione originale su Dreamcast. La versione PC risulta uguale per contenuto, la versione Dreamcast varia in piccole correzioni al comparto audio e alle texture.
Grandia II Anniversary Edition poi rinominato Grandia II HD Remaster è un remake pianificato per il 2019 per Switch e pc Steam.

## Accoglienza
Oltre all'egregio comparto grafico e alla rinomata giocabilità, anche le musiche composte da Noriyuki Iwadare sono state ben accolte grazie alla loro originale melodicità.
La versione PlayStation 2 è stata ricevuta in modo misto dalla critica venendo chiamata "abbozzo ai margini", essendo stilisticamente assai inferiore alla più vistosa versione Dreamcast, dovuto anche alla comparsa di svariati errori grafici momentanei e ai rallentamenti nel motore grafico, nell'eventualità vengano rappresentati numerosi elementi poligonali, e anche la versione per PC ricevette un simile trattamento.

## Doppiaggio
| Personaggio        | Doppiatore originale | Doppiatore inglese |
| ------------------ | -------------------- | ------------------ |
| Ryudo              | Shōtarō Morikubo     | Cam Clarke         |
| Elena              | Hiroko Konishi       | Jennifer Hale      |
| Millennia          | Mai Hoshikawa        | Jodi Benson        |
| Mareg              | Daisuke Gōri         | Peter Lurie        |
| Roan               | Tomoko Ishimura      | B. J. Ward         |
| Tio                | Junko Iwao           | Kim Mai Guest      |
| Skye               | Yukitoshi Hori       | Paul Eiding        |
| Melfice            | Isshin Chiba         | John Cygan         |
| Zera               | Osamu Saka           | Richard Doyle      |
| Oro                |                      | Paul Eiding        |
| Selene             | Misa Watanabe        | Kim Mai Guest      |
| Elmo               | Rika Komatsu         | B.J. Ward          |
| Padre Carius       |                      | Cam Clarke         |
| Gonzola            |                      | Richard Doyle      |
| Risotto            |                      | Cam Clarke         |
| Carpaccio          | Tomohisa Asō         | Paul Eiding        |
| Paella             |                      | Jennifer Hale      |
| Gatta              | Tamotsu Nishiwaki    | Peter Lurie        |
| Reena              |                      | Jodi Benson        |
| Fratello 1         |                      | John Cygan         |
| Fratello 2         |                      | Peter Lurie        |
| Fratello 3         |                      | Paul Eiding        |
| Cliente            |                      | John Cygan         |
| Figlia del cliente |                      | Kim Mai Guest      |
| Capo villaggio     |                      | Richard Doyle      |

## Équipe
- Produttore: Takeshi Miyaji
- Direttore: Katsunori Saito
- Direttore sequenze: Hidenobu Takahashi
- Supervisore programmazione: Kazuyuki Ohata
- Scrittore scenari originali: Kei Shigema, Yuichi Hasegawa
- Direttore scenari: Hiroaki Okabe
- Redattore scenari di gioco: Yuzo Sunaga, Hidenobu Takahashi
- Effigiazione personaggi: Yuji Kanoe
- Concepimento modalità di gioco: Osamu Harada
- Direttore grafico: Akihisa Sako
- Compositore musica: Noriyuki Iwadare
- Cori: Kaori Kawasumi